# Young Adult Library Services Association
La Young Adult Library Services Association (YALSA), Associazione dei servizi librari per ragazzi, è un'organizzazione no-profit di beneficenza fondata nel 1957 come divisione dell'American Library Association.
È composta di bibliotecari e avvocati con la missione di espandere e rinvigorire i servizi bibliotecari per ragazzi di età compresa fra i 12 e i 18 anni.

## Programma
La YALSA dispone di policy makers che lavorano a livello nazionale per promuovere iniziative finalizzate a informare e aiutare i giovani attraverso la letteratura per ragazzi.
Fra le principali attività svolte sono incluse il controllo gestionale dei bibliotecari, con conseguente progetto educativo, e il finanziamento alle librerie affinché organizzino programmi estivi, ingaggino un personale di sostegno agli adolescenti e offrino una vasta scelta di libri.
L'associazione organizza inoltre Giornate distrettuali di carattere informativo per le scuole e i servizi bibliotecari. Allo stesso scopo sponsorizza biannualmente il Young Adult Literature Symposium, e a marzo e a ottobre eventi di sensibilizzazione della durata di una settimana.
A livello internazionale è nota per amministrare alcuni premi letterari di successo fra i quali il Premio Alex, il Michael L. Printz Award, e il YALSA Best Fiction for Young Adults.

## Premio YALSA
Il premio YALSA Best Fiction for Young Adults è nato negli anni trenta con il nome di Best Books for Young People e ha cambiato nome nel 2010. È assegnato annualmente al romanzo più raccomandabile agli adolescenti che è stato pubblicato negli Stati Uniti nel corso dei precedenti 16 mesi. La giuria viene stabilita dalla School Libraries Section dell'American Library Association.